# Andrzej Bator
Andrzej Franciszek Bator (ur. 27 sierpnia 1956 w Kłodzku) – polski prawnik, profesor nauk prawnych specjalizujący się w filozofii prawa, teorii państwa i prawa; nauczyciel akademicki związany z uczelniami we Wrocławiu i Wałbrzychu.

## Życiorys
Urodził się w 1956 w Kłodzku, gdzie spędził dzieciństwo oraz wczesną młodość. Uczęszczał tam kolejno do Szkoły Podstawowej nr 1 im. Adama Mickiewicza, a następnie Liceum Ogólnokształcącego im. Bolesława Chrobrego. Po pomyślnie zdanym egzaminie maturalnym podjął w 1975 studia prawnicze na Uniwersytecie Wrocławskim, które ukończył magisterium w 1979.
Bezpośrednio po ukończeniu studiów pracował w Sądzie Rejonowym w Kłodzku, po czym znalazł zatrudnienie na Wydziale Prawa i Administracji. W 1988 uzyskał stopień naukowy doktora na podstawie pracy pt. Norma planowania gospodarczego a system prawa PRL, której promotorem był prof. Stanisław Kaźmierczyk. W 2000 otrzymał stopień naukowy doktora habilitowanego nauk prawnych w zakresie prawa o specjalności teoria prawa na podstawie dorobku naukowego oraz rozprawy nt. Użycie normy prawnej w regulacji stosunków gospodarczych. W 2003 objął stanowisko profesora nadzwyczajnego w Katedrze Teorii i Filozofii Prawa, której został również kierownikiem. W 2004 otrzymał od prezydenta RP Aleksander Kwaśniewski tytuł profesora nauk prawnych. 
Poza Uniwersytetem Wrocławskim wykładał także w Międzywydziałowym Instytucie Prawa i Administracji Uniwersytetu Opolskiego oraz Państwowej Wyższej Szkole Zawodowej w Wałbrzychu, gdzie był współtwórcą i dyrektorem Instytutu Administracji Publicznej, a w latach 2003-2008 prorektorem tej uczelni.
W 2017 został członkiem rady programowej Archiwum im. Wiktora Osiatyńskiego.

## Dorobek naukowy i odznaczenia
Jego zainteresowania naukowe koncentrują się wokół zagadnień związanych z filozofią prawa, teorią państwa i prawa. Poza tym zajmuje się on problematyką instrumentalizacji prawa, zagadnieniami kompetencji prawnej i prawniczej, a także prawem w kontekście globalizacji. Należy do cenionych ekspertów opinii prawniczych zamawianych przez liczne instytucje publiczne, w tym Kancelarię Sejmu RP. Ma w swoim dorobku ponad 45 publikacji, w tym 36 indywidualnych. Wypromował 3 doktorów. Do jego ważniejszych publikacji należą:
- Normy planowania gospodarczego w systemie prawa, Wrocław 1992.
- Wprowadzenie do nauk prawnych : materiały dla studentów I roku prawa i administracji, Wrocław 1997.
- Wstęp do prawoznawstwa oraz wykładni i stosowania prawa : materiały i pytania egzaminacyjne, Wrocław 1998.
- Użycie normy prawnej w regulacji stosunków gospodarczych, Wrocław 2000.
- Prawniczy słownik wyrazów trudnych, Wrocław 2004.
- Wprowadzenie do nauk prawnych : leksykon tematyczny, Warszawa 2006.
- Myślenie analityczne w nauce prawa i praktyce prawniczej, Wrocław 2010.

Za swoje osiągnięcia był wielokrotnie nagradzany, w tym w 1999 roku indywidualną Nagrodą Rektora UWr oraz w 2012 roku Złotym Medalem Rektora PWSZ w Wałbrzychu.